# Guany de capital
Un guany de capital és el benefici resultant de la venda d'un actiu financer com accions, obligacions o bens immobles, per un valor superior al seu cost d'adquisició. El benefici és la diferència entre el preu de venda més alt i el preu de compra més baix. Una pèrdua de capital sorgeix si la venda d'un actiu financer és inferior al preu de compra. La majoria de països imposen un impost sobre els guanys de capital d'individus o empreses.
A nivell d'estats, els beneficis de guanys de capital no són comptabilitzats com a ingrés nacional car només pertanyen a transferències de drets sobre participacions i accions i, per tant, no corresponen a una nova activitat productiva.